# Comissão das Ciências e das Artes
Comissão das Ciências e das Artes (em francês: Commission des Sciences et des Arts) foi um grupo científico francês criado em 16 de Março de 1798, composto por 167 membros, para integrar a força expedicionária de Napoleão Bonaparte ao Egipto; apenas 16 dos membros não participaram na expedição. Do seu trabalho científico foi produzida a Description de l'Égypte (Descrição do Egipto). Mais de metade eram engenheiros e técnicos, incluindo 21 matemáticos, 3 astrónomos, 17 engenheiros civis, 13 naturalistas e engenheiros de minas, geógrafos, 3 engenheiros de explosivos, 4 arquitectos, 8 artistas, 10 artistas, 1 escultor, 15 intérpretes, 10 escritores e 22 editores de caracteres latinos, gregos e árabes.. Napoleão organizou o seu corpo científico como um exército, dividindo os seus membros em cinco categorias, e dando um posto hierárquico militar a cada um, com a sua respectiva função, para além do papel científico.